# Štěkeň
Štěkeň este o arie protejată (arie specială de conservare — SAC, sit de importanță comunitară — SCI) din Republica Cehă întinsă pe o suprafață de 6,02 ha, integral pe uscat.

## Localizare
Centrul sitului Štěkeň este situat la coordonatele 49°15′48″N 14°00′58″E / 49.263333°N 14.016111°E.

## Înființare
Situl Štěkeň a fost declarat sit de importanță comunitară în aprilie 2005 pentru a proteja 1 specie de animale. Situl a fost protejat și ca arie specială de conservare în ianuarie 2014.

## Biodiversitate
Situată în ecoregiunea continentală, aria protejată nu include niciun habitat protejat.
La baza desemnării sitului se află o specie protejată de  nevertebrate: croitorul mare al stejarului (Cerambyx cerdo).